# Javier López Alonso
Javier López Alonso (Sama de Langreo, (Asturias) 13 de febrero de 1957) es un político asturiano.
Tras militar en el Partido Popular, se incorpora a la Unión Renovadora Asturiana donde desempeña el cargo de vocal del Comité Ejecutivo desde el año 1999. En 2000 es elegido presidente de este partido en Siero. A raíz de algunos cambios en la organización interna se le encomienda la Vicesecretaría de la Circunscripción Central de Asturias y en noviembre de 2007 accede a la presidencia de la Unión Renovadora Asturiana y es el candidato a la Presidente del Principado de Asturias por ese partido en las elecciones a la Junta General del Principado de Asturias de 2012.